# إبراهيم صالح بكر
إبراهيم صالح بكر (بالإنجليزية: Ibrahim Saleh Bakr)‏ (1923 - 16 يوليو 2014) دبلوماسي السعودية، شغل منصب الأمين العام المساعد للشؤون السياسية والأقليات المسلمة بمنظمة التعاون الإسلامي منذ عام 1994 حتى وفاته. درس وتعلم العلوم السياسية في جامعتي كولومبيا وجورجتاون.

## مناصب
| الرقم | المنصب                                                                        | ملاحظات                                              | مدة الخدمة                      |
| ----- | ----------------------------------------------------------------------------- | ---------------------------------------------------- | ------------------------------- |
| 1     | التحق بالسلك الدبلوماسي السعودي، وعمل في وزارة الخارجية السعودية              |                                                      | 1953-1948                       |
| 2     | القنصل السعودي في مقر الأمم المتحدة                                           |                                                      | 1957-1953                       |
| 3     | شغل منصب سكرتير مفوض من الدرجة الأولى في القاهرة عاصمة الدول العربية المتحدة  |                                                      | 1959-1958                       |
| 4     | كان قائمًا بأعمال سفير المملكة العربية السعودية لدى أكرا، غانا                 |                                                      | 1966-1962                       |
| 5     | ترأس قسم الغرب في وزارة الخارجية السعودية                                     |                                                      | 1968-1966                       |
| 6     | سفير المملكة العربية السعودية لدى جاكرتا، إندونيسيا                           |                                                      | 1974-1968                       |
| 7     | سفير المملكة العربية السعودية لدى طهران، إيران                                | اشترى في عام 1976 فيلا بحوالي 4 ملايين دولار أمريكي. | 1980-1975                       |
| 8     | سفير المملكة العربية السعودية لدى كراكاس، فنزويلا                             |                                                      | 16 فبراير 1980 إلى 15 مارس 1983 |
| 9     | الممثل الدائم للمملكة العربية السعودية لدى المفوضية الأوروبية في بروكسل       | [ 3 ]                                                | 15 مارس 1983 إلى 28 يونيو 1994  |
| 10    | الأمين العام المساعد لشؤون السياسية والأقليات المسلمة بمنظمة المؤتمر الإسلامي | [ 2 ]                                                | منذ 1994 - 2014                 |

قام بمهام أخرى، على سبيل المثال
- في عام 1995 كان ممثل الأمين العام لمنظمة التعاون الإسلامي في كابل وجلال آباد.[4]

## جوائز
- وسام الملك عبد العزيز
- أوسمة من: إيران، المغرب، الأردن، مصر وإندونيسيا.[5]